# 奥地利联邦铁路1014型电力机车
1014型电力机车是奥地利联邦铁路的第一代交流傳動电力机车车型之一，由辛默林-格拉茨-波克尔股份公司（SGP）和ELIN电机公司联合设计制造，合共生產18台。

## 歷史沿革
1990年代初，当冷战结束之后，奥地利与相邻东欧国家，包括匈牙利、捷克、斯洛伐克，之间的铁路运输需求日渐上升。为了满足与这些东欧国家的国际联运需要，奥地利联邦铁路订购了1014、1114型双电流制电力机车，既能够适用于奥地利本土采用15千伏16⅔赫兹单相交流电的电气化铁路，又能用于供电制式为25千伏50赫兹工频单相交流电的匈牙利、捷克、斯洛伐克铁路。机车由奥地利辛默林-格拉茨-波克尔股份公司（SGP）和ELIN电机公司联合设计制造，其中机车机械部分由SGP提供，而电气系统部分由ELIN提供。及後，此等機車於1993至1994年間正式下線並投入營運。
1014、1114型电力机车除重量不同外，两者的总体结构完全相同；1014型机车重量为74吨，起动牵引力较大，适用于牵引货物列车和大编组旅客列车，共生产了16台；1114型机车重量为66吨，适用于牵引快速旅客列车，共生产了2台，后来1114型机车均以加装压铁的方式将重量提高到74吨，车型同时改为1014型。
後來，由於更先進、更大功率的ES64U4型電力機車引進，以及機器損耗，此等機車於2009年起被封存。有關方面曾多次標售機車，但最後全部以流標收場。
而由2016年11月至2018年間，此等機車以租賃方式在羅馬尼亞鐵路重新投入服務。
目前，上述機車當中的16輛在租賃期滿後已送返奧地利，並逐步恢復運用。

### 評價
由於此等機車造價過高，加上自投入服務以來運用表現一直未達水平，以及較預定30年使用年期早一半停用，奥地利联邦铁路因而被審計部門批評採購失誤。其後，有關方面多次標售機車均不果，亦遭批評。

## 技术特点

### 总体布置
1014型電力機車是四軸高速客/貨運電力機車，適用於供電制式為15 kV 16⅔ Hz及25 kV 50 Hz工頻單相交流電的電化鐵路，機車軸式Bo-Bo，持續功率3000千瓦，速度可達140km/h。車體採用與1822型電力機車相若的模組化設計，設中間貫穿走廊、雙端司機室；車頭採用流線型外形，並以輕量鋼板製成（但車頂為鋁合金）。車頂裝有兩台單臂式集電弓，另有特高壓引通線、高壓隔離開關、接地裝置等。
車內設備以分室斜對稱、屏櫃化佈置，由前至後分別為I端司機室、設備I室、主變流室、設備II室、II端司機室。司機室內設有支援單司機值乘的操縱台。主變流室內設有主變流櫃、主冷卻櫃。設備室內設有控制電源櫃、空氣制動櫃、輔助變流櫃、牽引通風櫃、列車供電櫃等設備。臥式牽引變壓器安裝於車底中部。

### 电气系统
1014型電力機車是交—直—交流電傳動的單相工頻交流電力機車，每台機車配置2台由ELIN製造的卧式變壓器，以及2台同一公司製造的油冷GTO-VVVF，分別為兩台轉向架上的牽引電動機供電；每台變流器內包括網側四象限整流器、中間直流環節、電機側PWM逆變器，每兩台牽引電機由一台逆變器獨立供電。接觸網導線上的15或25千伏單相工頻交流電，經集電弓進入機車後經過主斷路器再進入主變壓器，交流電經過主變壓器的牽引繞組後分別向兩組變流器供電，先進入四象限脈衝整流器並整流為直流電，然後經過電壓為1400V的中間直流迴路，再由PWM逆變器轉換成三相交流電輸出，向同一轉向架上的兩台ELIN製三相誘導電機（功率為750千瓦/台）供電，使牽引電動機產生轉矩，將電能轉變為機械能，經過齒輪的傳遞驅動輪對（而齒輪比為1/4.17）。輔助電路方面，則採用IGBT逆變器，向列車及制動風機供電。